# سیدنی کراسبی
سیدنی پاتریک کراسبی (انگلیسی: Sidney Patrick Crosby؛ زادهٔ ۷ اوت ۱۹۸۷) یک بازیکن حرفه ای هاکی روی یخ اهل کانادا است که به عنوان کاپیتان تیم پنگوئن‌های پیتزبورگ در لیگ ملی هاکی (NHL) کانادا فعالیت می‌کند. کراسبی با نام مستعار " Sid the Kid " و لقب " The One Next " شناخته شده است. او به‌طور کلی برای اولین بار در سال ۲۰۰۵ برای ورود به لیگ ملی هاکی (NHL) در سال ۲۰۰۵ توسط نیم پنگوئن‌های پیتزبورگ انتخاب شد. او به عنوان یکی از بزرگترین بازیکنان هاکی در تمام دوران‌ها شناخته می‌شود.
وی همچنین برندهٔ جوایزی همچون جام استنلی شده‌است.